# Simona Weiss
Simona Weiss, född 29 april 1963 i Maribor, död 18 december 2015 i Slovenj Gradec, Slovenien, var en slovensk popsångerska.
Weiss ställde upp i skönhetstävlingen Miss Slovenije 1984 och kom på 2:a plats. Hon blev upptäckt av musikern och musikproducenten Goran Šarac 1985, som var pianist i rockgruppen Rendez-Vous. Hon påbörjade sin solokarriär samma år och gjorde ett uppmärksammat uppträdande på Opatijafestivalen det året. Hon släppte sedan ett tjugotal album. Weiss och Šarac gifte sig sedan med varandra.
1998 uppträdde hon tillsammans med den italienska sångaren Al Bano. 1999 vann hon, som första kvinna, musikpriset Viktorja och är den artist som nominerats i flest gånger (6 gånger). 2004 drog hon sig tillbaka från offentligheten efter att hon fött sin son. Därefter koncentrerade Weiss sig på sina studier i psykologi och 2008 tog hon kandidatexamen från Ljubljanas universitet.
Tillsammans med Moni Kovačič och Urša Drinovec deltog Weiss i den jugoslaviska uttagningen till Eurovision Song Contest 1988 med bidraget Lahko je reci ljubim te och kom på 13:e plats. Weiss deltog även i den slovenska uttagningen 2001 med bidraget Vse življenje (ej kvalificerad till finalen).

## Diskografi (i urval)
- Sanje So Vse Kar Imam (1989)
- Zapali Noč (1990)
- Računam nate